# Акт свободного выбора
Акт свободного выбора (индон. Penentuan Pendapat Rakyat, PEPERA) — акт, принятый в 1969 году вместо референдума, который должен был решить судьбу Западной Новой Гвинеи. Согласно акту, 1025 представителей местных племён проголосовали за вхождение Западной Новой Гвинеи в составе Индонезии.

## Предыстория
В 1962 году по инициативе США Индонезия и Нидерланды подписали Нью-Йоркское соглашение, в котором были пункты о включении Западной Новой Гвинеи в 1963 году в состав Индонезии, при условии, что в 1969 году будет проведен референдум о будущем статусе. В соглашении также говорилось, что все жители Западной Новой Гвинеи, не являющиеся иностранными гражданами имеют право голосовать на референдуме. Но из примерно 800 000 жителей были избраны 1025 представителей, которые подписали Акт свободного выбора, который подтверждал официальную интеграцию Западной Новой Гвинеи в состав Индонезии.